# Eugenia kameruniana
Espèce
Synonymes
- Eugenia hankeana H.J.P.Winkl.[1]
- Myrtus kameruniana (Engl.) Kuntze[1]

Statut de conservation UICN

 CR A1c : 
En danger critique
Eugenia kameruniana Engl. est une espèce de plantes à fleurs de la famille des Myrtaceae et du genre Eugenia, endémique du Cameroun.

## Description
C'est un arbuste tropical de moins de 50 cm de haut. 

## Répartition et habitat
Assez rare, endémique du Cameroun, l'espèce y a été observée dans trois régions (Sud-Ouest, Centre et Sud).
En danger critique d'extinction du fait de la perte de son habitat, il est également possible que cette espèce soit déjà éteinte.